# The Goddess Bunny

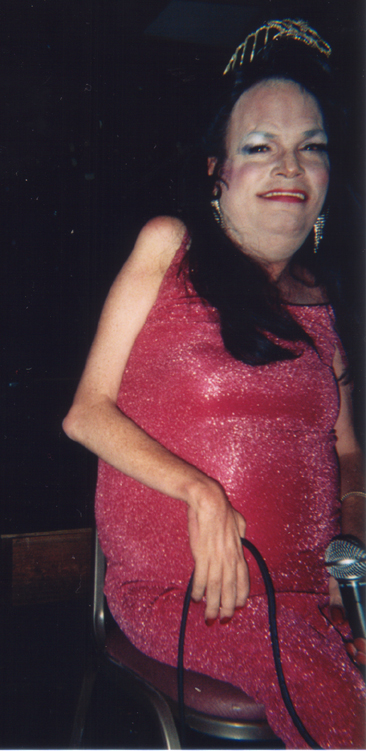
Sandra Crisp (2007)

Sandra „Sandie“ Crisp (* 13. Januar 1960 in Santa Monica, Kalifornien als John E. Baima; † 27. Januar 2021 in Los Angeles, Kalifornien), eher bekannt unter ihrem Künstlernamen The Goddess Bunny, war eine US-amerikanische Entertainerin, Dragqueen, Schauspielerin und Model.
Crisp war Transgender und wurde mit Poliomyelitis geboren.

## Karriere
Sandie Crisp hatte ihr Debüt als Schauspielerin in der Rolle Charlean mit dem Film Hollywood Cop aus dem Jahr 1986. Außerdem war sie im Musikvideo zu dem Song The Dope Show von Marilyn Manson zu sehen.
1994 war sie namensgebende Hauptperson im Dokumentarfilm The Goddess Bunny von Nick Bougas.

## Filmografie

### Fernsehserien
| Titel                | Jahr | Rollen                                  | Episode            |
| -------------------- | ---- | --------------------------------------- | ------------------ |
| Lou Grant            | 19?? | Copy Boy                                | unbekannte Episode |
| Americans (mer-kins) | 1988 | unbekannt                               | 1. Episode         |
| Rage                 | 2008 | "Rage 'Ready for My Close Up' Special". | 1. Episode         |

### Musikvideos
| Titel         | Jahr | Anmerkungen                                     |
| ------------- | ---- | ----------------------------------------------- |
| Puppet Master | 1997 | Musikvideo von Cypress Hill (featuring Dr. Dre) |
| The Dope Show | 1998 | Musikvideo von Marilyn Manson                   |
| Fallen Leaves | 2006 | Musikvideo von Billy Talent                     |